# 結城香織
結城 香織（ゆうき かおり、1994年11月16日 - ）は、日本のフリーアナウンサー、タレント。かつてセント・フォースに所属していた。

## 経歴
- 立教大学経済学部経済学科卒業。
- 身長：157cm
- 趣味：ショッピング、料理
- 特技：ピアノ

## 出演

### テレビ番組
- ビジネスクリック（TBS、2016年3月29日 - 2018年3月26日） - 月曜担当
- TOKYO MX NEWS（TOKYO MX、2018年3月26日 - 2019年7月26日）
- 日替わりセントフォース（BSスカパー!）

### ラジオ
- gee up sprout（FM Salus）

### その他
- セントフォース×ベビースターラーメン「恋（濃い）するチキン味（てりやき風味）」コレクションシール（2016年8月、おやつカンパニー） - 伊東紗治子とのカップリング